# Lietuvos badmintono federacija
Die Lietuvos badmintono federacija ist die oberste nationale administrative Organisation in der Sportart Badminton in Litauen. Der Verband wurde 1962 als Verband der Sowjetrepublik gegründet.

## Geschichte
Nach dem Zerfall der Sowjetunion wurde der Verband 1992 Mitglied in der Badminton World Federation, damals als International Badminton Federation bekannt, und im kontinentalen Dachverband Badminton Europe, zu der Zeit noch als European Badminton Union firmierend. 1963 starteten die nationalen Titelkämpfe als Meisterschaften der Sowjetrepublik, 1992 die internationalen Titelkämpfe.

## Bedeutende Veranstaltungen, Turniere und Ligen
- Lithuanian International
- Litauische Meisterschaft
- Litauische Mannschaftsmeisterschaft
- Litauische Juniorenmeisterschaft

## Bedeutende Persönlichkeiten
- Aurimas Kamantauskas – Präsident
- Vilmantas Liorančas – ehemaliger Präsident
- Valerijus Grešnovas – Initiator des Sports Badminton in Litauen